# قلعه بزی
قلعه بزی و غارهای قلعه بزی در کوه مشرف بر حسن‌آباد در شرق شهر دیزیچه؛ محلات نکوآباد و حسن آباد قرار دارند. دیرینگی قلعه از اواخر دوران ساسانی است، و در فهرست آثار ملی ایران به ثبت رسیده‌است. غارهای قلعه بزی از دوران پارینه‌سنگی؛ در حدود ۴۳–۴۰ هزار سال پیش هستند، و قدیمی‌ترین سکونتگاه شناخته‌شدهٔ انسان در فلات مرکزی ایران بوده‌اند.